# Andy McCulloch
Andrew McCulloch, detto Andy (Bournemouth, 19 novembre 1945), è un batterista inglese noto soprattutto per la militanza nei King Crimson al tempo dell'album Lizard. Nel corso della sua breve carriera ha lavorato anche con altri importanti musicisti come Manfred Mann, The Crazy World of Arthur Brown, Greenslade, Anthony Phillips e Peter Banks.

## Biografia

### Inizi
La sua prima registrazione fu nel 1969 nel singolo Reputation/Love degli Shy Limbs, gruppo nel quale stava suonando anche Greg Lake che poco dopo sarebbe stato nella formazione di In the Court of the Crimson King, il primo album dei King Crimson. Il suono degli Shy Limbs era influenzato dal rock psichedelico nonché dai Procol Harum e altre rock-band inglesi di quel periodo che basavano la loro musica sull'organo. Nel 1970 fece parte della formazione dei Manfred Mann Chapter Three, rifondazione dei Manfred Mann, con i quali incise un brano dell'album Volume Two.

### Lizarddei King Crimson
Nell'aprile dello stesso anno fu ingaggiato dai King Crimson per sostituire il batterista Michael Giles che aveva lasciato il gruppo qualche settimana prima. Fu presentato da Greg Lake, che era del Dorset come lui, come il leader del gruppo Robert Fripp e come lo stesso Giles. Con i King Crimson suonò solamente nell'album di transizione Lizard del 1970, il terzo della band; secondo Bruce Eder di AllMusic, McCulloch non resse il confronto con il predecessore Giles, considerato uno dei migliori batteristi del rock progressivo, e la sua batteria fu messa in ombra dal mellotron di Fripp e dai fiati di Mark Charig e Mel Collins. Dopo la realizzazione dell'album, nel novembre del 1970 il cantante e bassista Gordon Haskell lasciò la band, che venne quindi rifondata con una nuova formazione senza McCulloch. Haskell dichiarò che Fripp metteva troppa pressione addosso ai musicisti e in particolare arrivò a far piangere McCulloch.

### Altre collaborazioni
Subito dopo fu in tournée in Italia con The Crazy World of Arthur Brown, ma quel tipo di musica non faceva per lui e lasciò subito la band. Dieci mesi dopo essere uscito dai King Crimson, McCulloch si unì ai Fields del tastierista Graham Field, che aveva appena lasciato i Rare Bird. Il gruppo ebbe breve durata e nell'autunno del 1972 entrò nei Greenslade; vi rimase tre anni durante i quali furono pubblicati quattro album prima dello scioglimento avvenuto nel 1975. Suonò quindi due brani con la band del chitarrista degli Yes Peter Banks nell'album Guitar Workshop Volume Two del 1976. Collaborò anche con Anthony Phillips, ex chitarrista dei Genesis, per la realizzazione dell'album Private Parts & Pieces II: Back to the Pavilion pubblicato nel 1980. Quello stesso anno fu pubblicato Opus One della London Philharmonic Orchestra, nel quale suonarono anche diversi musicisti rock tra cui McCulloch. In quegli anni abbandonò la musica per dedicarsi alla professione di skipper nel mondo della nautica.

## Discografia parziale
Shy Limbs
- 1969 Reputation/Love (singolo)

Manfred Mann Chapter Three
- 1970 Volume Two

King Crimson
- 1970 Lizard

Fields
- 1971 Fields

Greenslade
- 1973 Greenslade
- 1973 Bedside Manners Are Extra
- 1974 Spyglass Guest
- 1975 Time & Tide

Autori vari
- 1976 Guitar Workshop Volume Two (due brani con il gruppo di Peter Banks)

Anthony Phillips
- 1980 Private Parts & Pieces II: Back to the Pavilion

London Philharmonic Orchestra
- 1980 Opus One